# クレア・リトリー
クレア・リトリー（Claire Littley、1968年11月26日 -）は、イギリス・ロンドン出身のグラフィックデザイナー、歌手。

## 概要
イギリス人とフランス人のハーフ。活動するジャンルは主にジャズ、R&B、ソウルミュージックなどである。音楽活動は、イギリスの大学でグラフィックデザインを学んでいる頃から始めた。1992年よりロンドンを活動拠点にし多くの作曲とレコーディングに参加した。1993年に、イアン・グランブルとユニットを組み、作曲とレコーディングの共同作業を始めた。
日本ではCLAIRE名義で、テレビアニメ『新世紀エヴァンゲリオン』のエンディングテーマ「FLY ME TO THE MOON」のボーカルを担当した。ロンドンのアビー・ロード・スタジオで、この楽曲に相応しいボーカルを探しにロンドンへやってきた大森俊之とに出会ったのがキッカケでボーカルを担当した。
大森はクレアのことを「とてもセクシーでチャーミングな女性」と評しており、彼女の歌声を「ハスキーだが不思議な暖かみのある声」と評している。
2006年夏に音楽活動を再開するためにロンドンの音楽学校に通い始め、同年12月に新録曲の録音作業を開始した。同年から翌年にかけて洋楽のカバー曲を3曲発表した。
2020年9月より、2007年以来に楽曲を製作し、2021年夏に音楽活動を再開した。「Love Will Set You Free」と「Fly Away」はダレン・ゴッドウィン（Darren Godwin）と共同で制作し、「Bye, Bye Girl」以降はソロで作詞、作曲、編曲を行っている。

## ディスコグラフィー

### Myspace上での配信曲
| タイトル            | 配信開始日     |
| ------------------- | -------------- |
| Still Haven't Found | 2006年12月10日 |
| Fly Me to the Moon  | 2006年12月10日 |
| What's Going On     | 2007年7月12日  |
| Somebody Elses      | 2007年7月12日  |

### 配信シングル
| #    | タイトル                              | 発売日         | 発売元                  |
| ---- | ------------------------------------- | -------------- | ----------------------- |
| 1st  | Love Will Set You Free                | 2021年8月6日   | Lo-Fi Soul Club Records |
| 2nd  | Fly Away                              | 2021年9月3日   | Lo-Fi Soul Club Records |
| 3rd  | Bye, Bye Girl                         | 2021年10月1日  | Claire Littley          |
| 4th  | Moving Too Fast                       | 2021年11月18日 | Claire Littley          |
| 5th  | Change the Game                       | 2022年2月9日   | Claire Littley          |
| 6th  | Running Back                          | 2022年5月12日  | Claire Littley          |
| 7th  | I Don't Like the Rain                 | 2022年10月21日 | Claire Littley          |
| 8th  | Can't Fight the Feeling               | 2023年8月11日  | Claire Littley          |
| 9th  | Can't Fight the Feeling (Dance Remix) | 2023年9月8日   | Claire Littley          |
| 10th | Insecure                              | 2024年1月12日  | Claire Littley          |
| 11th | Wishing On A Star                     | 2024年11月15日 | Claire Littley          |
| 12th | Kissing You                           | 2025年2月7日   | Claire Littley          |

## 関連人物
- 大森俊之
- 高橋洋子
- 大月俊倫
- クリヤ・マコト